# Qualificazioni Indiane per le competizioni AFC 2023-24
La All India Football Federation ha stabilito di svolgere dei play-off per decretare le qualificazioni alla AFC Champions League 2023-2024 e alla Coppa dell'AFC 2023-2024, in seguito alle modifiche al calendario delle competizioni continentali da parte dell'AFC.

## Qualificazioni alla fase a gironi della AFC Champions League
| Squadra     | Metodo di Qualificazione                                  |
| ----------- | --------------------------------------------------------- |
| Jamshedpur  | 1° nella Regular Season della Indian Super League 2021-22 |
| Mumbai City | 1° nella Regular Season della Indian Super League 2022-23 |

| Arbitro: | Venkatesh R |

|               |           |                                                                       |
| Eli Sabiá 80’ | Marcatori | 51’ (Rig.) Ahmed Jahouh 70’ Alberto Noguera 90+4’ Vikram Pratap Singh |

## Qualificazioni alla fase a gironi della Coppa dell'AFC
| Squadra        | Metodo di Qualificazione         |
| -------------- | -------------------------------- |
| Gokulam Kerala | Vincitore della I-League 2021-22 |
| Odisha         | Vincitore della Super Cup 2023   |

| Arbitro: | Tejas Visvasrao Nagvenkar |

|                  |           |                                     |
| Farshad Noor 36’ | Marcatori | 18’, 31’, 52’ (Rig.) Diego Maurício |

## Qualificazioni ai Play-Off della AFC Cup
| Squadra         | Metodo di Qualificazione                    |
| --------------- | ------------------------------------------- |
| Hyderabad       | Vincitore della Indian Super League 2021-22 |
| ATK Mohun Bagan | Vincitore della Indian Super League 2022-23 |

| Arbitro: | Venkatesh R |

|                             |                      |                                |
| Joel Chianese 44’           | Marcatori            | 20’ Dimitri Petratos           |
| Victor Tavora Chianese Odei | Tiri di rigore 1 – 3 | Petratos McHugh Colaco Nassiri |